# 区梦觉
区梦觉（1906年—1992年），又名白霜，女，广东南海人，中华人民共和国政治人物。中华人民共和国第一位女性省级政协主席。

## 生平
1922年，区梦觉入广州坤雅女子中学读书，1925年6月参加省港大罷工。翌年1月参加中国共产党，曾任广东妇女解放协会执行委员会主任等职位，1927年4月出席中共“五大”，年底参加广州暴动，后在中共广东省委负责学生运动和工人运动。
1932年，被捕入狱，坚贞不屈。1937年，抗日战争爆发后获释，在广东从事抗日救国工作。抗戰期間，在曲江任上官德賢（即余漢謀夫人上官雲相之妹）的秘書。1939年，任中共广东省委妇女部长。次年赴延安，任中共中央妇女委员会委员。随后奔赴东北，任中共辽源地委组织部长，佳木斯市委书记，松江省委妇女部长，中共中央东北局委员等。中华人民共和国成立后，历任中共中央妇女委委员、全国民主妇联秘书长，广东省人民政府检查委员会主任，中共广东省委组织部长、书记处书记，广东省政协主席等。文化大革命中受冲击，被错定为“叛徒”。中共十一届三中全会以后，获平反昭雪，1980年1月，当选为广东省人大常委会副主任。1982年9月，当选为中共中央顾问委员会委员。1992年3月病逝于广州。